# Vitt vaxskinn
Vitt vaxskinn (Phlebia subulata) är en svampart som beskrevs av J. Erikss. & Hjortstam 1981. Vitt vaxskinn ingår i släktet Phlebia och familjen Meruliaceae.  Arten är reproducerande i Sverige. Inga underarter finns listade i Catalogue of Life.